# Anne Delvaux
Anne Delvaux (Luik, 20 oktober 1970) is een Belgisch Franstalig journaliste en politica voor het cdH.

## Levensloop
Als licentiate in de communicatiewetenschappen en kandidate in de economische en sociale wetenschappen aan de Université Catholique de Louvain werd Delvaux beroepshalve journalist en nieuwsanker bij de RTBF en docente aan de UCL.
In april 2007 verliet Delvaux de RTBF om zich kandidaat te stellen bij de verkiezingen van juni 2007. Ze stond voor het cdH op de lijst voor de Belgische Senaat en werd verkozen. In 2009 verliet ze de Senaat nadat ze voor het cdH als lijsttrekker verkozen werd in het Europees Parlement en maakte er deel uit van de Europese Volkspartij. Ze bleef Europarlementariër tot in 2014 en van 2012 tot 2014 was ze ook gemeenteraadslid van Luik.
In 2014 verliet ze de politiek nadat ze niet aangeduid werd als cdH-lijsttrekker voor het Europees Parlement. Na haar politieke afscheid werd ze bedrijfscoach en coach mediatraining.